# Reflections in the Hourglass
Reflections in the Hourglass är ett studioalbum av det svenska rockbandet Soniq Circus. Detta är bandets andra studioalbum.
Albumet är 60 minuter långt och mer eller mindre ett löst sammansatt konceptalbum om en man som vaknar klockan tre på natten och tillbringar den vakna tiden åt att tänka igenom sitt liv tills han somnar en timma senare klockan fyra. Albumet är något hårdare än det tidigare självbetitlade albumet Soniq Circus, men inte så hårt att det kan kallas progressive metal.

## Låtlista
Samtliga låtar skrivna av Marcus Enochsson, om annat inte anges.
1. "Inside the Hourglass 3am" - 7:53
2. "Formula" - 9:51
3. "Actor" - 5:11
4. "Shadow Dance" - 8:33
5. "Childbirth" (Marco Ledri) - 2:34
6. "By the Heartshaped Lake" - 11:04
7. "Learning to Talk" - 7:32
8. "Outside the Hourglass 4am" - 7:39